# Средиземноморские тонкопалые гекконы
Средиземноморские тонкопалые гекконы (лат. Mediodactylus) — род ящериц из семейства гекконов. Ранее рассматривался исследователями в качестве подрода в составе рода Tenuidactylus. Мелкие ящерицы с общей длиной тела до 8 см. Пальцы достаточно длинные, с когтями, но без липких подушечек или «бахромы» из удлинённых чешуй по бокам, снизу покрыты рядом пластинок. Две или три вершинные, сжатые с боков, фаланги пальцев образуют угол с проксимальными, поэтому пальцы выглядят слегка искривлёнными. Сверху и по бокам тело покрыто мелкими зернистыми чешуйками, между которыми у большинства видов продольными или поперечными (в виде полуколец на хвосте) рядами расположены более крупные чешуи, имеющие вид трёхгранных на вершинах бугорков, овальные или круглые на спине и вытянутые, шиповидные на хвосте. Полукольца из шипиков на хвосте придают ему сегментированный вид. У самцов имеется до 10 преанальных и бедренных пор. В окраске преобладают светло- и тёмно-серые тона с более тёмным рисунком из буроватых или бежевых полос и мелких пятнышек на светлом фоне. Зрачок вертикальный с неровными зигзагообразными краями. Евроазиатский палеарктический род с восточносредиземноморско-прикаспийским ареалом, охватывающим южную Европу и юго-западную часть Азии от Апеннинского полуострова на восток до северо-западного Китая и на юг до Израиля, западного Ирана и северо-восточной Индии. Обитают преимущественно в скалистых биотопах с наличием редкой травянисто-кустарниковой растительности. Питаются мелкими беспозвоночными. Некоторые виды известны только по единичным экземплярам из типовых местонахождений. Отдельные виды и подвиды внесены в Международную и региональные красные книги как редкие и исчезающие.

## Виды
В роде Mediodactylus 17 видов:
- Mediodactylus amictopholis (Hoofien, 1967) — Ливанский геккон, центральный Ливан и юго-западная Сирия;
- Mediodactylus aspratilis (Anderson, 1973) — Иранский ребристый геккон, юго-западный Иран;
- Mediodactylus brachykolon (Krysko, Rehman et Auffenberg, 2007) — северо-восточный Пакистан;
- Mediodactylus heterocercus (Blanford, 1874) — Переднеазиатский геккон, юго-восточная Турция, северная Сирия, северный Ирак, крайний запад Ирана;
- Mediodactylus heteropholis (Minton, Anderson et Anderson, 1970) — Иракский ребристый геккон, западная часть горной системы Загрос в северо-восточном Ираке и западном Иране;
- Mediodactylus ilamensis (Fathinia, Karamiani, Darvishnia, Heidari et Rastegar-Pouyani, 2011) — западный Загрос в западном Иране;
- Mediodactylus kotschyi (Steindachner, 1870)typus — Средиземноморский геккон, Восточное Средиземноморье: Южная Европа, Малая Азия и прилегающие районы Ближнего Востока вдоль восточного побережья Средиземного моря;
- Mediodactylus narynensis (Eremchenko, Zarinenko et Panfilov, 1999) — Нарынский геккон, долина реки Нарын в Киргизии, Тянь-Шань;
- Mediodactylus russowii (Strauch, 1887) — Серый геккон, Средняя и Центральная Азия на восток до северо-западного Китая;
- Mediodactylus sagittifer (Nikolsky, 1900) — Бемпурский геккон, юго-восточный Иран;
- Mediodactylus spinicauda (Strauch, 1887) — Колючехвостый геккон, горная система Копетдаг, западный Бадхыз и Балхан на юге Туркмении и северо-востоке Ирана;
- Mediodactylus stevenandersoni (Torki, 2011) — западный Иран;
- Mediodactylus walli (Ingoldby, 1922) — Читральский геккон, север Пакистана (округ Читрал) и прилегающие районы крайнего северо-запада Индии.

## Фото

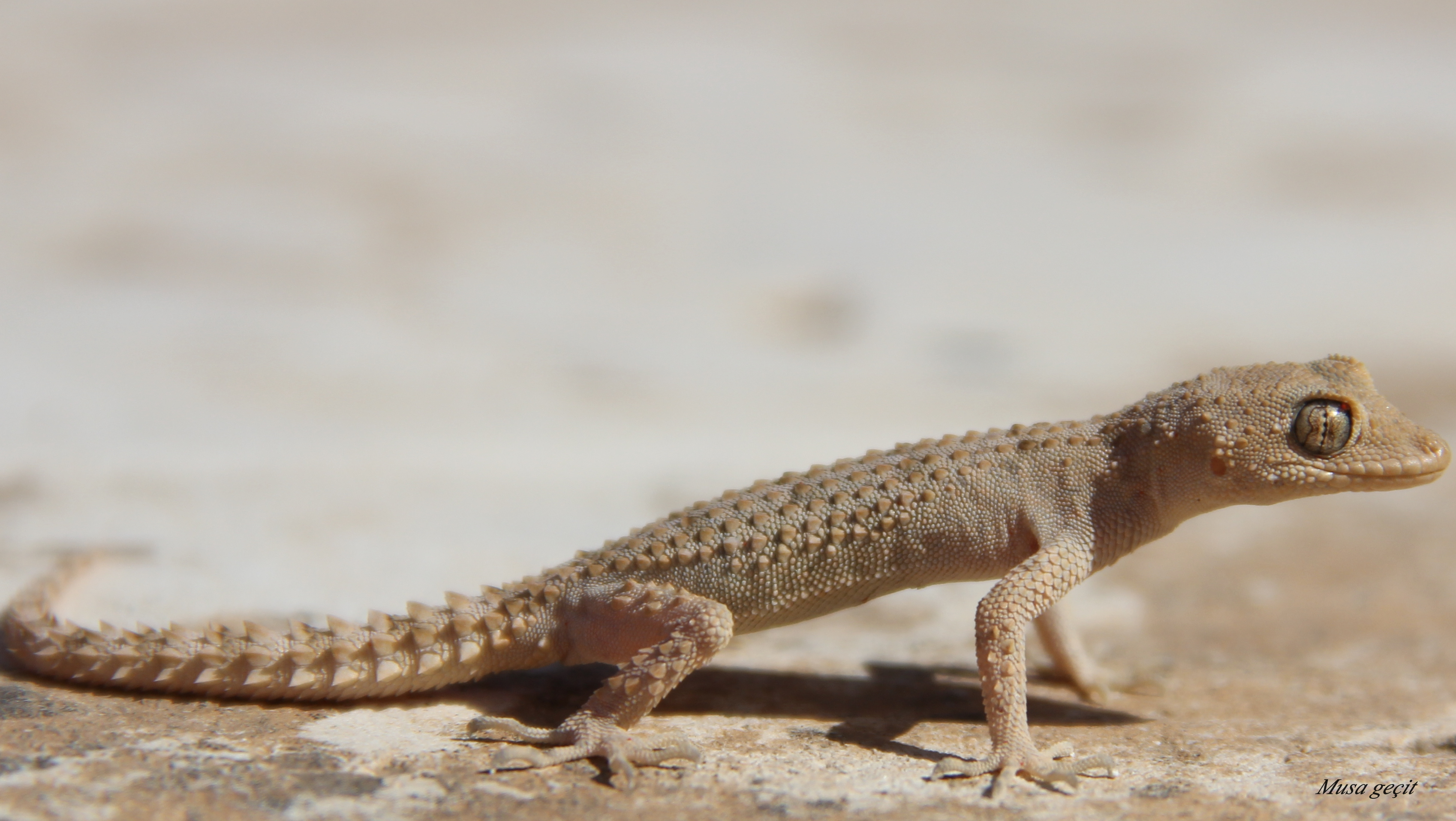
Mediodactylus heterocercus
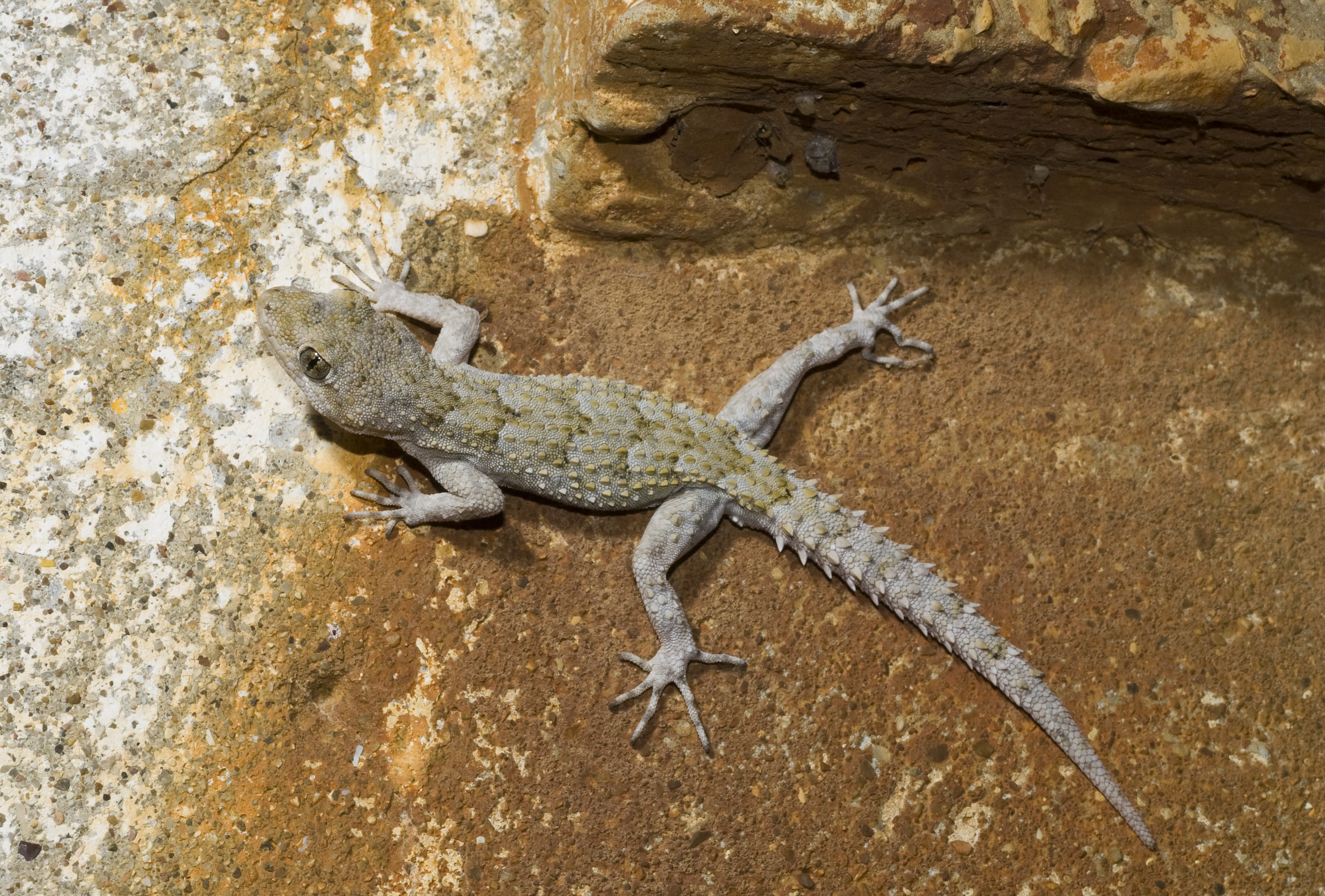
Mediodactylus kotschyi
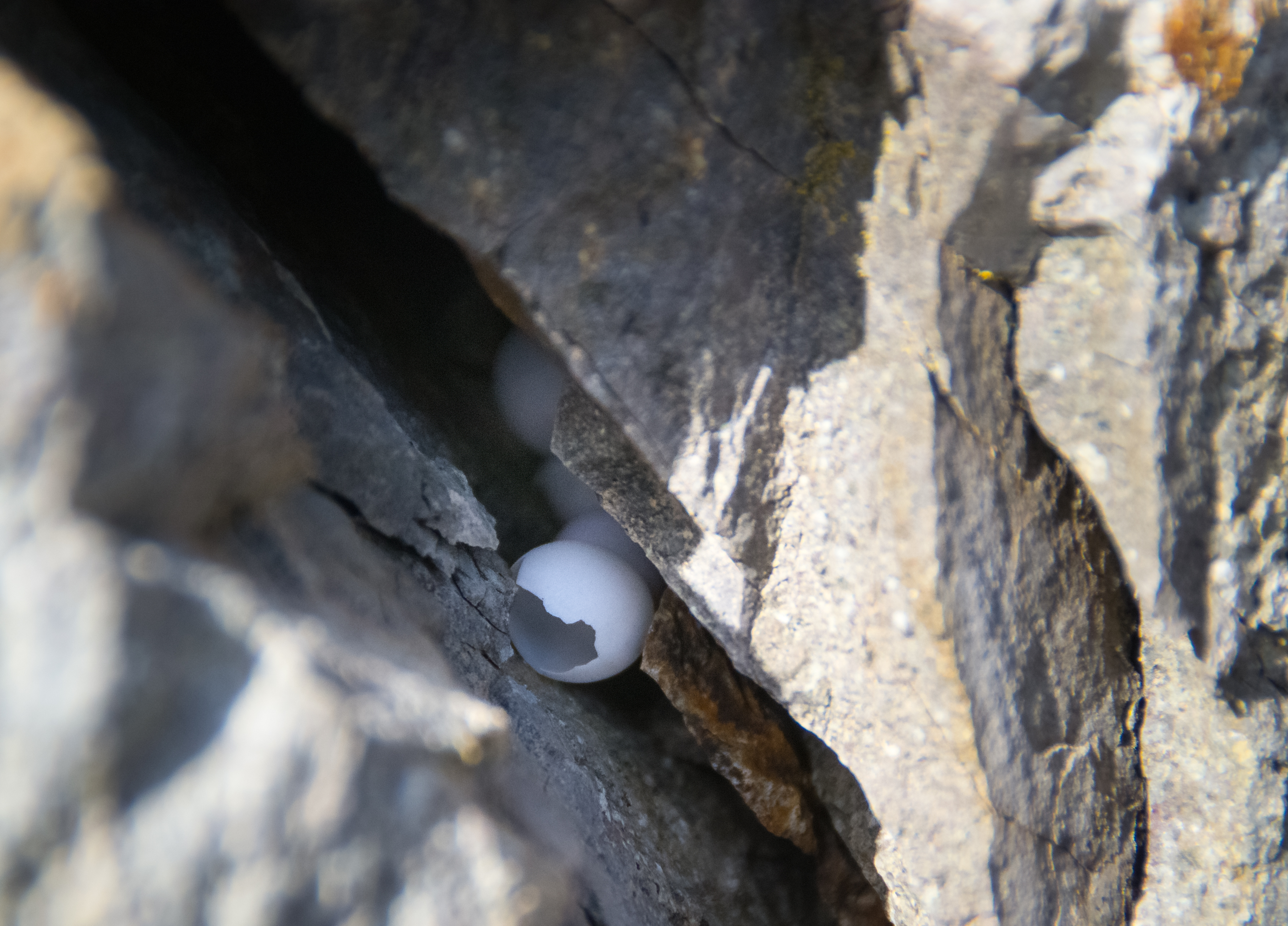
Кладка яиц средиземноморского геккона в расщелине скал